# Sybille Witkowski
Sybille Witkowski (* um 1981 in Siegen) ist eine deutsche Opernsängerin im Stimmlage Sopran.

## Leben
Witkowski studierte zunächst Klarinette. Ab 2002, im Alter von 21 Jahren, begann sie ihr Gesangsstadium, zunächst privat bei Rosemarie Hagemann in Dortmund. Ab 2007 studierte sie Gesang an der Hochschule für Musik Nürnberg; dort gehörte unter anderem Kammersänger Siegfried Jerusalem zu ihren Lehrern. Seit 2008 erarbeitet Witkowski ausgewählte Opernpartien gemeinsam mit der Opernsängerin Elizabeth Whitehouse. 
Witkowski begann ihre Ausbildung und Sängerlaufbahn zunächst als Mezzosopran. Erste Bühnenauftritte hatte Witkowski an der Jungen Kammeroper Köln und, noch während ihrer Ausbildung, als Idamante in Idomeneo an der Hochschule für Musik Nürnberg. In der Spielzeit 2008/2009 war Witkowski Mitglied des Internationalen Opernstudios des Staatstheaters Nürnberg. Sie sang, noch als Mitglied des Opernstudios, zunächst kleinere Opernrollen am Staatstheater Nürnberg (unter anderem Lucienne in Die tote Stadt). Ihre erste Hauptrolle, die Rolle der Chansonette Sylva Varescu in der Operette Die Csárdásfürstin, übernahm sie am Staatstheater Nürnberg in der Spielzeit 2008/2009. 
In den Spielzeiten 2009/2010 und 2010/2011 war Witkowski festes Ensemblemitglied des Staatstheaters Nürnberg. Sie sang Rollen des lyrischen Sopranfachs, wurde jedoch häufig auch in der Operette eingesetzt. Am Staatstheater Nürnberg trat Witkowski unter anderem in den folgenden Partien auf: Gräfin in Die Hochzeit des Figaro, 1. Dame in Die Zauberflöte, Rosalinde in Die Fledermaus  und Lisa in Das Land des Lächelns. In der Spielzeit 2011/2012 ist sie mit einem Gastvertrag weiterhin am Staatstheater Nürnberg engagiert. 
In der Spielzeit 2011/2012 gastierte Witkowski am Theater Heidelberg. Sie sang die Titelrolle der Frida Kahlo in der Uraufführung der Kammeroper Las Cartas de Frida Kahlo von Marcela Rodríguez. Die Titelpartie in der Operette Die Csárdásfürstin sang Witkowski zwischenzeitlich auch am Meininger Theater und am Landestheater Coburg. In der Spielzeit 2012/2013 gastiert Witkowski erneut am Staatstheater Nürnberg als Rosalinde in Die Fledermaus.
Seit 2003 tritt Witkowski auch als Konzertsängerin auf, hauptsächlich im Bereich Oratorium und Kirchenmusik und mit Liederabenden. Zum Jahreswechsel 2008/2009 war sie Solistin des Silvesterkonzerts der Staatskapelle Weimar.
Als Liedsängerin trat Witkowski im September 2010 am Staatstheater Nürnberg mit Liedern der Romantik auf. Im November 2011 gastierte sie im Rahmen des Liederabends „Töne sind höhere Worte“ bei der Robert-Schumann-Gesellschaft in Düsseldorf. Zu ihrem Liedrepertoire gehören insbesondere aber auch Lieder der Jahrhundertwende und der Moderne von Komponisten wie Gustav Mahler, Richard Strauss und Erich Wolfgang Korngold.